# Leonard Klein
Leonard Klein (* 19. Februar 1929 in Clarkdale/Arizona; † 18. November 2013) war ein US-amerikanischer Komponist, Pianist und Musikpädagoge.
Klein absolvierte die Clarkdale High School und studierte an der University of Arizona Musik mit dem Schwerpunkt Klavier. Während des Koreakrieges diente er in der US Army als Übersetzer für Russisch. Nach dem Militärdienst setzte er sein Studium am Mills College bei
Darius Milhaud und Egon Petri (Klavier) und in Paris fort. Er schloss sein Studium mit dem Doktorgrad Ph.D. an der University of Iowa ab und unterrichtete dann an der University of Oklahoma, der Indiana University und am Mills College.
Ab 1971 lebte Klein als Lehrer und Komponist in Stockton/New Jersey, wo er die Stockton Chamber Players gründete und Konzerte organisierte. Daneben war er als Pianist Mitglied des Gotham Trio.

## Werke
- Invention Fantasy für Klavier, Cello und Perkussion, 1965
- La Soucoupe Volante für Cello und Orchester, 1966
- Reflections on the Days of Christmas für gemischten Chor, Celesta und Harfe oder zwei Klaviere oder zwei Vibraphone und Harfe, 1969
- Sonata für zwei Klaviere, 1970
- Songs und For Flageolets für Violine und Klavier, 1973
- Trio für Bratsche, Cello und Klavier, 1975
- Sonata für Klavier zu vier Händen, 1977
- Sonata No. 2 für Flöte und Klavier, 1978
- Fantasy Concertante für Trompete, Altsaxophon und Klavier, 1983
- Air and Finale für Altsaxophon, Klavier, Geige und Cello, 1984
- Variations on a Theme of Tartini für Klavier, 1987
- MUFS.1, drei Sätze für Kammerorchester, 1988
- Sonata für Bratsche und Klavier, 1990
- Sonata No. 4 für Flöte und Klavier, 1991
- Out of the Cradle, Endlessly Rocking, Requiem für Sopran, Mezzosopran, Tenor, Streichorchester und Klavier nach Walt Whitman, 1992
- Trio für Flöte, Bratsche und Klavier, 1996
- Music for String Orchestra, 1998
- Etude No. 3 für Klavier, 2000
- Nocturne für Klavier, 2000